# 1997 GL23
1997 GL23 är en asteroid i huvudbältet som upptäcktes den 6 april 1997 av LINEAR i Socorro County, New Mexico.
Asteroiden har en diameter på ungefär 10 kilometer.